# Cribropeltis citrullina
Cribropeltis citrullina är en svampart som beskrevs av Tehon 1933. Cribropeltis citrullina ingår i släktet Cribropeltis, divisionen sporsäcksvampar och riket svampar.   Inga underarter finns listade i Catalogue of Life.